# أناستازيا ديميتروفا
أناستازيا ديميتروفا (بالبلغارية: Анастасия Димитрова)‏ هي تربوية وأستاذة مدرسة بلغارية، ولدت في 12 مايو 1815 في بلفن في بلغاريا، وتوفيت في 1894 في القدس في إسرائيل.